# Пустарнаков, Константин Николаевич
Константин Николаевич Пустарнаков (1888 — 1960) — русский офицер, герой Первой мировой войны, участник Белого движения на Юге России.

## Биография
Сын подполковника Николая Александровича Пустарнакова. Уроженец Киева. Общее образование получил в Острожской гимназии.
В 1909 году окончил Киевское военное училище, откуда выпущен был подпоручиком в 127-й пехотный Путивльский полк. Произведен в поручики 15 ноября 1912 года.
18 марта 1913 года переведен в 44-ю артиллерийскую бригаду, с которой и вступил в Первую мировую войну. Пожалован Георгиевским оружием
За то, что в бою на р. Бяле 21 и 22 апреля 1915 года, постоянно находясь на передовом наблюдательном пункте в стрелковых цепях и корректируя стрельбу своей батареи, зажег деревню и уничтожил пулеметы противника, чем содействовал спокойному отходу своей пехоте, под натиском превосходных сил неприятеля.
Произведен в штабс-капитаны 18 января 1916 года «за отличия в делах против неприятеля», в капитаны — 25 декабря того же года.
В Гражданскую войну участвовал в Белом движении на Юге России. В Добровольческой армии и ВСЮР — в Мелитопольском отряде, кадровой батарее 34-й артиллерийской бригады, затем — командир батареи 4-й артиллерийской бригады. В Русской армии до эвакуации Крыма. Эвакуировался на остров Проти на корабле «Кизил Ермак». Галлиполиец, полковник Алексеевского артиллерийского дивизиона.
Осенью 1925 года — в составе Алексеевского артиллерийского дивизиона в Бельгии. В эмиграции там же. Скончался в 1960 году в Льеже. Похоронен на военном кладбище Робермон.

## Награды
- Орден Святого Станислава 3-й ст. с мечами и бантом (ВП 15.01.1915)
- Орден Святой Анны 4-й ст. с надписью «за храбрость» (ВП 14.02.1915)
- Орден Святой Анны 3-й ст. с мечами и бантом (ВП 15.07.1915)
- Орден Святой Анны 2-й ст. с мечами (ВП 26.06.1916)
- Орден Святого Станислава 2-й ст. с мечами (ВП 1.10.1916)
- Георгиевское оружие (ВП 16.10.1916)
- Орден Святителя Николая Чудотворца (Приказ Главнокомандующего № 500, 31 октября 1921)